# Sceau de Salomon (légende)
Pour les articles homonymes, voir Sceau de Salomon et Salomon.
 (février 2009).
Si vous disposez d'ouvrages ou d'articles de référence ou si vous connaissez des sites web de qualité traitant du thème abordé ici, merci de compléter l'article en donnant les références utiles à sa vérifiabilité et en les liant à la section « Notes et références ».

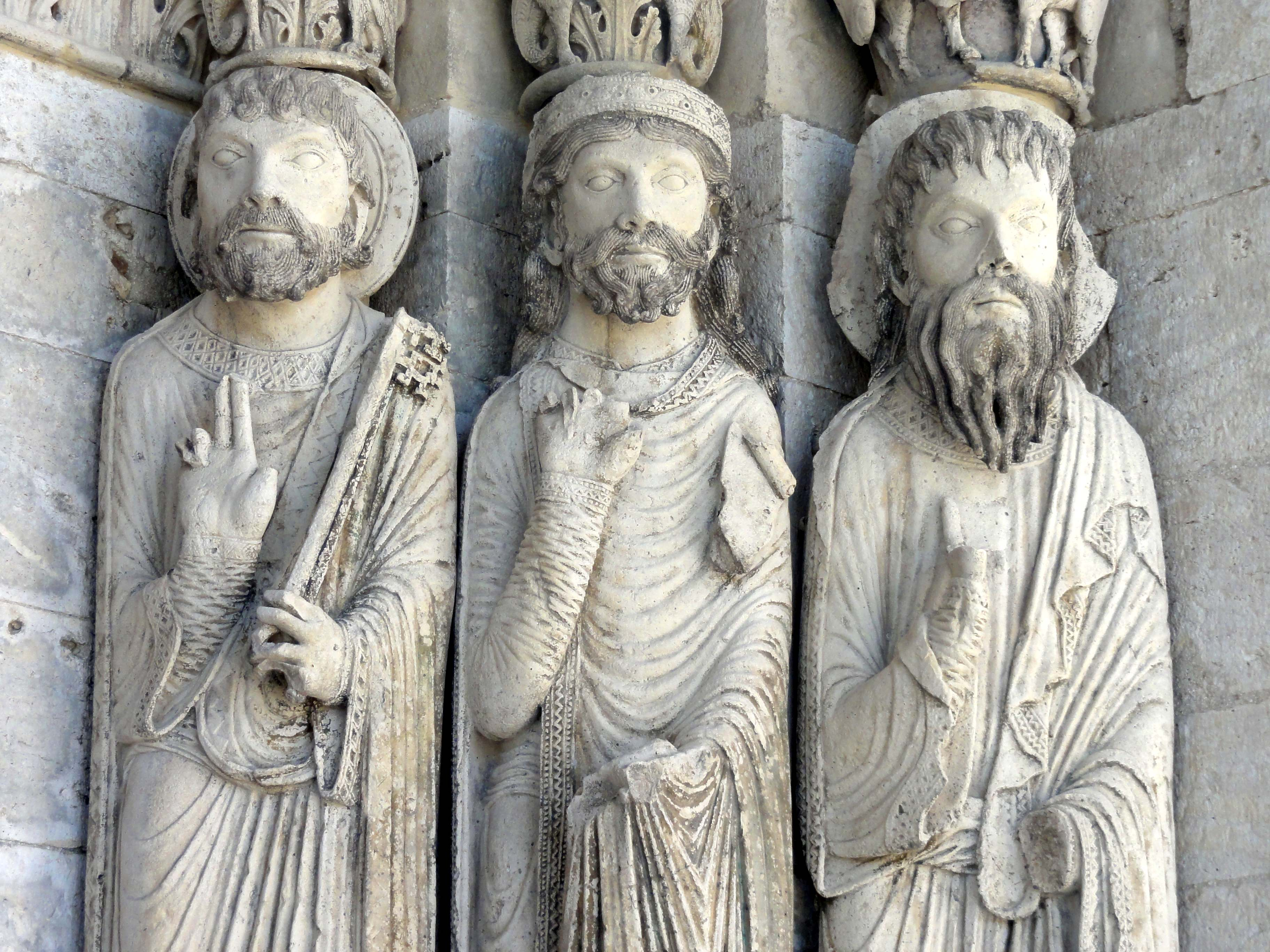
Le roi Salomon au centre, aux côtés de Pierre (à gauche) et Moïse (à droite). Haut-relief de l'église Saint-Loup de Saint-Loud-de-Naud.

Le sceau de Salomon ou triangle de Salomon est un anneau magique légendaire évoqué dans plusieurs textes, généralement de type religieux, légendaire et magique, où apparaît le prophète et roi d'Israël, Salomon, fils du roi David. Suivant la légende, l'anneau conférait à Salomon le pouvoir de commander aux génies ou de parler avec les animaux. Sa représentation peut revêtir de multiples formes mais il est généralement représenté sous la forme d'un hexagramme étoilé à l'instar de l'« étoile de David ». 

## Selon la tradition juive, chrétienne, islamique et mystique

### Récits
Dans les traditions antiques et médiévales juives, chrétiennes, islamiques et mystiques diverses, le sceau de Salomon est gravé sur un anneau magique que le roi d'Israël Salomon (Sulaymân dans la version islamique) est censé avoir possédé et qui lui donne simultanément le pouvoir de commander les démons, les éfrits et les génies (djinns) ou de parler avec les animaux. Ce sceau est par exemple central dans la narration du Testament de Salomon (ouvrage de magie qui lui est faussement attribué) : gravé sur une bague, il permet de contrôler et d'enfermer les démons en son sein. Également, le Coran, sans citer explicitement le sceau, fait une large part à ces légendes concernant les pouvoirs de Salomon. En outre, dans le conte « L'histoire du pêcheur » des Mille et Une Nuits, un mauvais génie (djinn) est emprisonné pendant 1 800 ans dans une bouteille de cuivre scellée d'un bouchon de plomb estampillé par l'anneau.

### Formes et matériaux

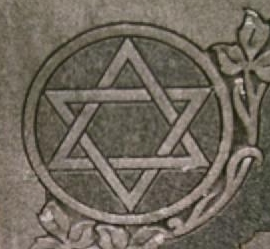
Sceau de Salomon appelé de nos jours « Étoile de David » sur une pierre tombale du cimetière juif de Krugerdorf, Ontario (Canada).

Malgré quelques caractéristiques basiques que l'on retrouve dans toutes les descriptions du sceau de Salomon, celui-ci est parfois dépeint avec des éléments un peu différents ou supplémentaires.
Dans certaines versions de l'histoire, l'anneau est fait de fer et de laiton, serti de quatre joyaux, avec le nom de Dieu gravé sur lui.
Dans des versions plus tardives, comme dans le Testament de Salomon,, l'anneau porte simplement un pentalpha, soit cinq A entremêlés en forme d'étoile à cinq pointes, aussi appelé pentagramme, pentangle, pentacle ou pentacule. En outre, ces termes peuvent aussi recouvrir le sens plus large de symboles ou objets magiques tels que des talismans et amulettes, sans être forcément lié à Salomon.
Le sceau de Salomon peut aussi être un hexagramme, c'est-à-dire une étoile à six pointes aussi nommé étoile de David, habituellement avec les deux triangles entrelacés plutôt qu'entrecroisés, souvent à l'intérieur d'un cercle. Les intervalles contiennent généralement des points ou d'autres symboles.
D'autres versions le présentent comme une figure plus compliquée. On parle alors plutôt de « grand » sceau de Salomon ou de triangle de Salomon,. Des livres de démonologie, comme Les Clavicules (les petites clefs) de Salomon, dépeignent typiquement le sceau comme constitué de deux cercles concentriques, avec un certain nombre de signes mystiques entre ces deux cercles, et des formes géométriques variées, plus ou moins complexes, dans le cercle interne.

### Symbole de protection
Au Moyen Âge, il apparaît sur la croix de certaines croix[Quoi ?] de marché (perron), comme symbole de protection dans le duché de Brabant, signifiant aux banquiers leur protection et leur autorisation de commercer.

## Dans la fiction moderne
- Le philosophe Voltaire cite « l'anneau de Salomon » dans le conte philosophique Le Crocheteur borgne.
- L'écrivain Rudyard Kipling en fait l'objet du conte Le papillon qui tapait du pied.
- Dans le roman L'anneau de Salomon, prélude de la Trilogie de Bartiméus par Jonathan Stroud.
- Dans la série Supernatural, Sam et Dean Winchester l'utilisent contre les démons.
- Dans la série Castle, Richard Castle trouve une lampe avec ce sceau.
- Dans la série Superstition, la famille Hastings l'utilise contre les Infernaux.

- Dans le manga Welcome to demon school iruma-kun , le personnage principal possède la bague de Salomon sur sa main droite.

- En 2010, dans le jeu vidéo Prince of Persia : Les Sables oubliés, le souverain local Malik utilise le sceau de Salomon pour libérer ce qu'il pense être l'armée de Salomon, dont « le nombre de soldats est aussi grand que le nombre de grains de sable dans le désert ». Il s'avère, au contraire, que cette armée est une armée de démons que Salomon avait pu tenir enfermés pour l'éternité grâce à ce sceau. Les djinns jouent aussi un rôle dans l'histoire, pour diriger cette armée, ou apporter une aide magique au héros.